# Heliotropium paniculatum
Heliotropium paniculatum là loài thực vật có hoa trong họ Mồ hôi. Loài này được R. Br. mô tả khoa học đầu tiên năm 1810.